# يوسف شعبان (لاعب كرة قدم)
يوسف شعبان البوسعيدي، هو لاعب كرة قدم عماني، من مواليد 4 نوفمبر 1984، يلعب في صفوف نادي ظفار.

## الأهداف

### الأهداف الدولية
| # | تاريخ         | مكان                                | الخصم        | نتيجة | نتيجة | منافسة                 |
| - | ------------- | ----------------------------------- | ------------ | ----- | ----- | ---------------------- |
| 1 | 28 يناير 2013 | مسقط، عمان                          | النرويج      | 1 -0  | 1-0   | مباراة ودية            |
| 2 | 3 سبتمبر 2004 | ماليه، المالديف                     | جزر المالديف | 2 -1  | 2-1   | مباراة ودية            |
| 3 | 8 سبتمبر 2004 | استاد جالان بيسار، كالانغ، سنغافورة | سنغافورة     | 1 -0  | 2-0   | تصفيات كأس العالم 2006 |

## روابط خارجية
- يوسف شعبان على موقع الاتحاد الدولي (مؤرشف)  (الإنجليزية)
- يوسف شعبان على موقع قاعدة بيانات كرة القدم.إي يو (الإنجليزية)
- يوسف شعبان على موقع ناشيونال فوتبول تيمز (الإنجليزية)
- يوسف شعبان على موقع Soccerway.com (الإنجليزية)
- يوسف شعبان على موقع كووورة